# Uniwersytet w Krajowie
Uniwersytet w Krajowie (rum. Universitatea din Craiova) – rumuńska publiczna szkoła wyższa.

## Historia
Uczelnia została założona 25 kwietnia 1947 roku, zainicjowano wówczas powstanie czterech wydziałów: Wydziału Lekarskiego, Wydziału Medycyny Weterynaryjnej, Wydział Nauk Ekonomicznych, Handlowych i Kooperacji oraz Wydziału Rolniczego. Ze względu na powojenne problemy, jedynie Wydział Rolniczy zaczął wówczas realnie funkcjonować. W sierpniu 1948 przeprowadzono reformę szkolnictw, na mocy której powstał Instytut Rolnictwa, składający się z dwóch wydziałów: Rolniczego i Maszyn Rolniczych. W 1959 roku w Krajowie utworzono Instytut Pedagogiki, którego zadaniem był kształcenie nauczycieli o specjalnościach: filologia, chemia, nauki przyrodnicze i rolnicze, matematyka oraz fizyka. 27 sierpnia 1965 roku, na podstawie decyzji rady ministrów, wydziały funkcjonujące w ramach Instytutu Rolnictwa i Instytutu Pedagogiki zostały połączone pod wspólną administracją Uniwersytetu w Krajowie.  

## Struktura organizacyjna
W ramach uczelni funkcjonują następujące jednostki:
- Wydział Rolnictwa i Ogrodnictwa
- Wydział Automatyki i Informatyki
- Wydział Chemii
- Wydział Ekonomii i Administracji
- Wydział Elektromechaniki, Środowiska i Informatyki Przemysłowej
- Wydział Inżynierii Elektrotechnicznej
- Wydział Zarządzania Inżynieryjnego
- Wydział Prawa i Nauk o Administracji
- Wydział Humanistyczny
- Wydział Matematyki i Informatyki
- Wydział Mechaniki
- Wydział Edukacji Fizycznej i Sportu
- Wydział Fizyki
- Wydział Nauk Społecznych
- Wydział Inżynierii i Zarządzania Systemami Technologicznymi
- Wydział Teologii

## Rektorzy uczelni
- Andrei Moraru (1948-1952)
- Ion Lungu (1952-1955)
- Alexandru Buia (1955-1964)
- Marius Preda (1966-1968)
- Mircea Oprean (1968-1971)
- Titus Georgescu (1971-1974)
- Tiberiu Nicola (1974-1981)
- Silviu Pușcașu (1981-1984)
- Tiberiu Nicola (1984-1989)
- Mircea Ivanescu (1990-2004)
- Ion Vladimirescu (2004-2012)